# Вагнер, Яна Михайловна
Яна Михайловна Вагнер (род. 8 октября 1973, Москва) — российская писательница, автор романов «Вонгозеро», «Живые люди», «Кто не спрятался» и «Тоннель», блогер.

## Биография
Яна Михайловна Вагнер родилась 8 октября 1973 года в Москве в двуязычной семье. Вагнер — девичья фамилия её матери, которая в 60-е годы приехала в СССР из Чехословакии изучать русский язык и литературу. Хотя её мать осела в СССР (она работала переводчицей на Всесоюзном радио), Яну на каждые летние каникулы отправляли в чешскую часть Чехословакии к бабушке и дедушке по материнской линии, поэтому она хорошо умеет говорить по-чешски.
В 1994 году закончила Российский государственный гуманитарный университет (РГГУ), работала переводчиком с чешского и английского, более десяти лет занималась транспортной логистикой.
С 2011 года живёт в Подмосковье недалеко от Звенигорода. Замужем, есть сын.

## Творчество
Первая публикация состоялась в 2010 году в сборнике издательства АСТ «Лисья честность» вместе с такими авторами, как Марта Кетро, Дмитрий Воденников и др.
Известность ей принёс дебютный роман-антиутопия «Вонгозеро», опубликованный в 2011 году в издательстве ЭКСМО. Роман вошёл в список номинантов литературных премий «Новая словесность» («НОС») и «Национальный бестселлер», стал финалистом, «Prix Bob Morane 2015 (prix littérature fantastique) catégorie meilleur roman étranger», «Prix Russophonie meilleure traduction du russe vers le français» и «Grand Prix des lectrices de Elle». Осенью 2019 года на платформе Premier вышел телесериал «Эпидемия», снятый на основе романа режиссёром Павлом Костомаровым. В апреле 2019-го сериал вошёл в основной конкурс фестиваля Canneseries. К 2019 роман переведён на 11 языков, на очереди ещё два — монгольский и арабский.
Продолжение «Вонгозера» — роман «Живые люди» опубликован в издательстве АСТ в 2013 году, вошёл в лонг-лист премии «Национальный бестселлер».
Третий роман «Кто не спрятался» написан в жанре герметичного детектива, вышел в 2017 году в редакции Елены Шубиной издательства АСТ, номинирован на премии «Большая книга», «Ясная поляна» и «Национальный бестселлер». Готовится экранизация.

### Экранизации
- 2019 — «Эпидемия», телесериал[16][17][18]

### Критика
Роман очень хочется выжать, подсушить, проредить на треть, дать отстояться и заодно избавить от бесконечно повторяющихся эпитетов, набор которых трудно не запомнить: «золотой», «жирный», «сливочный», «оглушительный» и почему-то «несонный» (это, видимо, эпитет-триггер, пробуждающий у вечно невысыпающегося читателя эмпатию к автору). Печаль в том, что на общем фоне кризиса сюжетов и жанров в «большой» отечественной литературе роман с грамотной интригой и натянутыми нервами, почти не пытающийся заново рассказать всю историю русского двадцатого века, уже заслуживает «крепкой четверки». — Елена Макеенко о романе «Кто не спрятался»

### Литературные премии

#### Номинант
- 2011 — НОС (роман «Вонгозеро»)[20]
- 2012 — Национальный бестселлер (роман «Вонгозеро»)[21]
- 2013 — Национальный бестселлер (роман «Живые люди»)[22]
- 2018 — Национальный бестселлер (роман «Кто не спрятался»)[23]
- 2018 — Большая книга (роман «Кто не спрятался»)[24]
- 2018 — Ясная поляна (роман «Кто не спрятался»)[25]

#### Финалист
- 2015 — Grand Prix des lectrices de Elle (роман «Вонгозеро»)
- 2015 — Prix Bob Morane 2015 (prix littérature fantastique) catégorie meilleur roman étranger (роман «Вонгозеро»)
- 2015 — Prix Russophonie meilleure traduction du russe vers le français (роман «Вонгозеро»)

### Цитаты
- Идеальный мир придумывать приятно, но если ты с собой честен, в нём неизбежно найдется червоточина, трещина, по которой он рано или поздно развалится на куски. А вот антиутопии, напротив, рассказывают об уязвимостях, точках возможного разлома и, значит, работают как предупреждение. Ну и, как ни странно, дают надежду, потому что каким бы жутким ни казался придуманный сценарий, он всегда только начало истории, а не её конец, и самое главное происходит потом[26].
- Апокалипсис часто так трактуют — как будто он уже случился в каком-то нефизическом, духовном смысле. Я вообще с этим не согласна. Однозначных святых или злодеев мало — а большинство из нас, остальных, способны на самые разные вещи, но я уверена, что мы, по крайней мере, небезнадёжны[27].
- В моем идеальном мире я просто очень тихо сижу за столом и пишу, а за окном падают шишки и яблоки, иногда приходит какой-нибудь симпатичный гонорар, и не надо даже отвечать на звонки[28].